# Annette Kahl
Annette Kahl (* 16. November 1972) ist eine deutsche Behindertensportlerin.

## Werdegang
Kahl stammt aus Hamburg und spielte seit ihrem elften Lebensjahr Basketball in ihrem Verein, dem HSV. Auf Grund einer Knieverletzung spielte sie in der Rollstuhlmannschaft des HSV. Schon bald waren ihre Leistungen so gut, dass sie seit 2003 in die deutsche Nationalmannschaft berufen wurde. Mit dieser Mannschaft nahm sie an drei Europameisterschaften und zwei Weltmeisterschaften teil und wurde zum ersten Mal bei den Paralympischen Sommerspielen 2004 in Athen eingesetzt. Sie spielte dann auch bei den Paralympischen Sommerspielen 2008 für Deutschland als Mannschaftsführerin und gewann dabei mit ihrer Mannschaft eine Silbermedaille.

## Berufliches
Kahl studierte Sportwissenschaft und arbeitet beim BG Klinikum Hamburg als Sporttherapeutin. Außerdem ist sie als Übungsleiterin und Referentin beim Deutschen Rollstuhl Sportverband tätig.

## Auszeichnungen
2003 wurde sie zur Hamburger Sportlerin des Jahres gewählt. Außerdem wurde sie am 20. November 2008 vom damaligen Bundespräsidenten Horst Köhler mit dem Silbernen Lorbeerblatt ausgezeichnet.